# Cuchilla de Peralta
Pour les articles homonymes, voir Peralta.
Cuchilla de Peralta est une ville de l'Uruguay située dans le département de Tacuarembó. Sa population est de 296 habitants.

## Population
| Année | Population |
| ----- | ---------- |
| 1963  | –          |
| 1975  | –          |
| 1985  | –          |
| 1996  | 264        |
| 2004  | 296        |

Référence,: